# St. Anna (Niemysłowice)

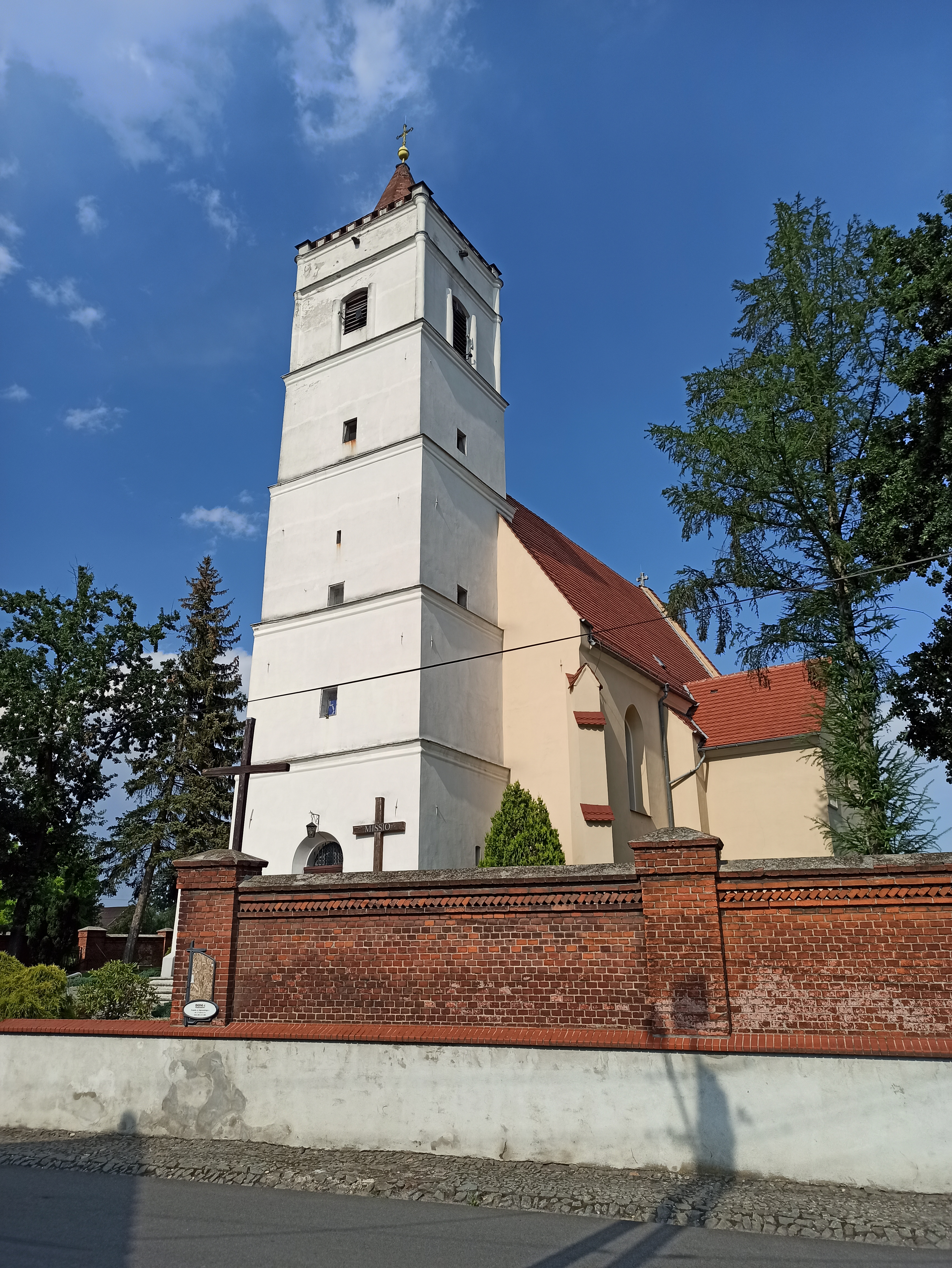
Niemysłowice, Kirche St. Anna

Die Kirche St. Anna (polnisch Kościół św. Anny) ist eine römisch-katholische Pfarrkirche in der schlesischen Ortschaft Niemysłowice (Buchelsdorf) bei Prudnik (Neustadt). Das Gotteshaus liegt im Dorfzentrum an der Hauptstraße. Die Kirche ist die Hauptkirche der Pfarrei St. Anna (Parafia św. Anny w Niemysłowicach) in Niemysłowice.

## Geschichte

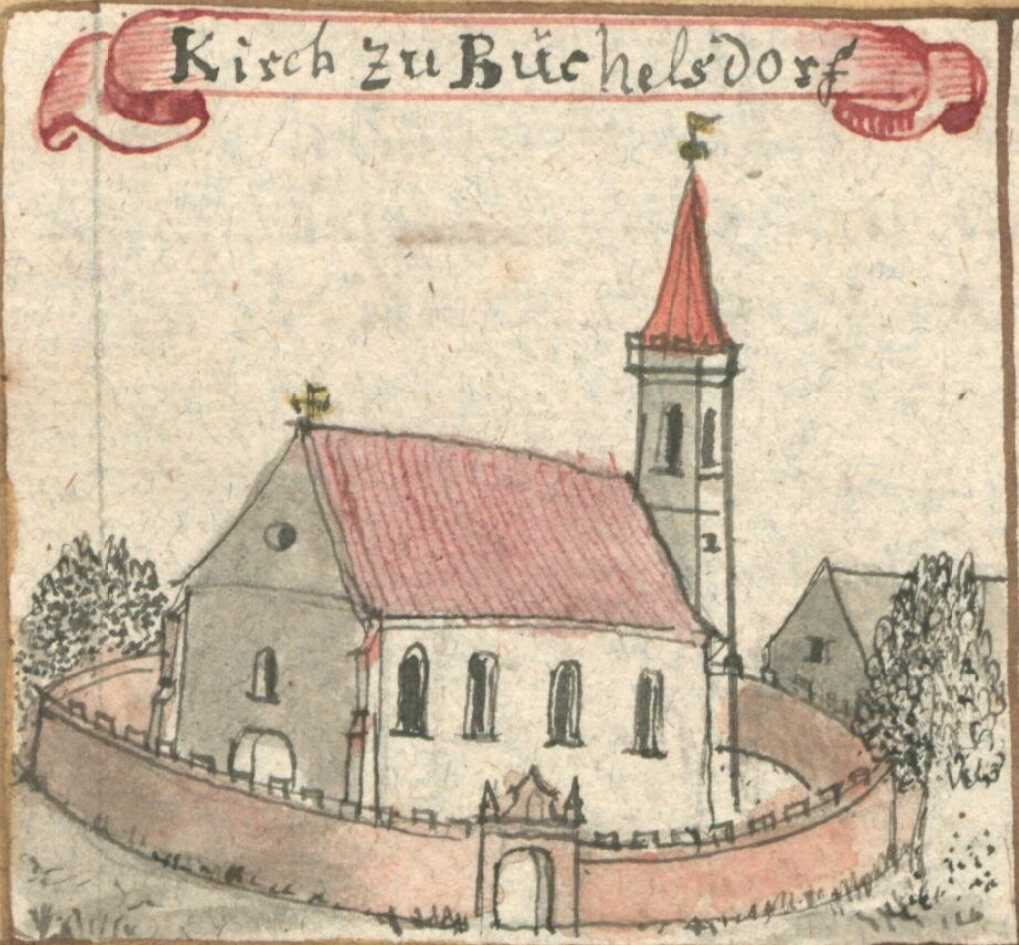
Die Kirche St. Anna auf einer Zeichnung aus dem 18. Jahrhundert (F.B. Werner)

Die Pfarrkirche wurde während der Reformation 1568 von Protestanten im Stil der Gotik-Renaissance erbaut. Gestiftet wurde der Bau von Magdalena von Würben. Die Baukosten betrugen 400 Taler. Seit 1629 ist die Kirche in katholischer Hand. Am 16. März 1896 wurde die Pfarrei neu gegründet. Sie bestand aus Buchelsdorf, Achthuben und Siebenhuben. 1938 wurde die Kirche renoviert. Am 19. Oktober 1938 wurde sie vom Breslauer Erzbischof Kardinal Adolf Bertram geweiht.
Die Kirche steht seit 1955 unter Denkmalschutz.

## Architektur und Ausstattung
Der Architekt und Erbauer der Kirche ist unbekannt. Sie wurde im Stil der Gotik-Renaissance erbaut. Der äußere Baukörper wird von Westen her von einem quadratischen Turm mit fünf durch Rücksprünge begrenzten Geschossen dominiert. In den oberen Stockwerken befinden sich kleine rechteckige Fenster und Schießscharten. Das durch Ecksäulen und Segmentbogenöffnungen gegliederte Dachgeschoss wird von einem Zinnenkranz und einem achteckigen Ziegeldach gekrönt.
Die Kirche ist auf einem rechteckigen Grundriss gebaut. Der zweischiffige Innenraum ist mit Kreuzrippengewölbe auf zwei Pfeilern überdeckt. In der Nähe der Kirche befindet sich ein Friedhof.